# پیروزی (فیلم هندی)
پیروزی (هندی: Jeet، انگلیسی: Victory) فیلمی محصول سال ۱۹۹۶ و به کارگردانی راج کانوار است. در این فیلم بازیگرانی همچون سانی دیول، سلمان خان، کاریسما کاپور، آمریش پوری، آلوک نات، دالیپ تاهیل، تابو، جانی لور ایفای نقش کرده‌اند.
این فیلم در ایران با نام نغمه توسط مؤسسه رسانه‌های تصویری دوبله و پخش شده‌است.

## خلاصه داستان
داستان فیلم جیت دربارهٔ کاران (سانی دئول) است که کوچک‌ترین رحمی در وجودش نیست و به دستور خلافکاری بزرگ بنام گاجراج (آمریش پوری) دست به قتل می‌زند. آشنایی وی با دختری بنام کاجل (کاریشما کاپور) باعث ایجاد تغییراتی در وی می‌شود و کاران تصمیم می‌گیرد که اصلاح شود. ولی ازدواج کاجل با راجو (سلمان خان) باعث می‌شود که کاران دوباره تبدیل به یک آدمکش شود. راجو بخاطر همکاری پدرش با تشکیلات گاجراج با وی وارد مبارزه
شده و هنگامی که زندگی راجو و کاجل از سوی گاجراج تهدید می‌شود، کاران دوباره بازمی‌گردد تا از زندگی آنها محافظت کند و…